# جولیت استیونسون
جولیت استیونسون (انگلیسی: Juliet Stevenson؛ زادهٔ ۳۰ اکتبر ۱۹۵۶) بازیگر اهل بریتانیا است. وی از سال ۱۹۷۸ میلادی تاکنون مشغول فعالیت بوده‌است.
از فیلم‌هایی که وی در آن نقش داشته‌است می‌توان به جولیا بودن، حقیقتاً، دیوانه‌وار، عمیقاً، نفرت‌انگیز، اما، فروید، دادگاه جزا، ساعت و راز موناکر اشاره کرد.

## جوایز و افتخارات
- نامزد دریافت بفتای بهترین بازیگر نقش اول زن برای فیلم  حقیقتاً، دیوانه‌وار، عمیقاً